# Friedhof Hadersdorf-Weidlingau

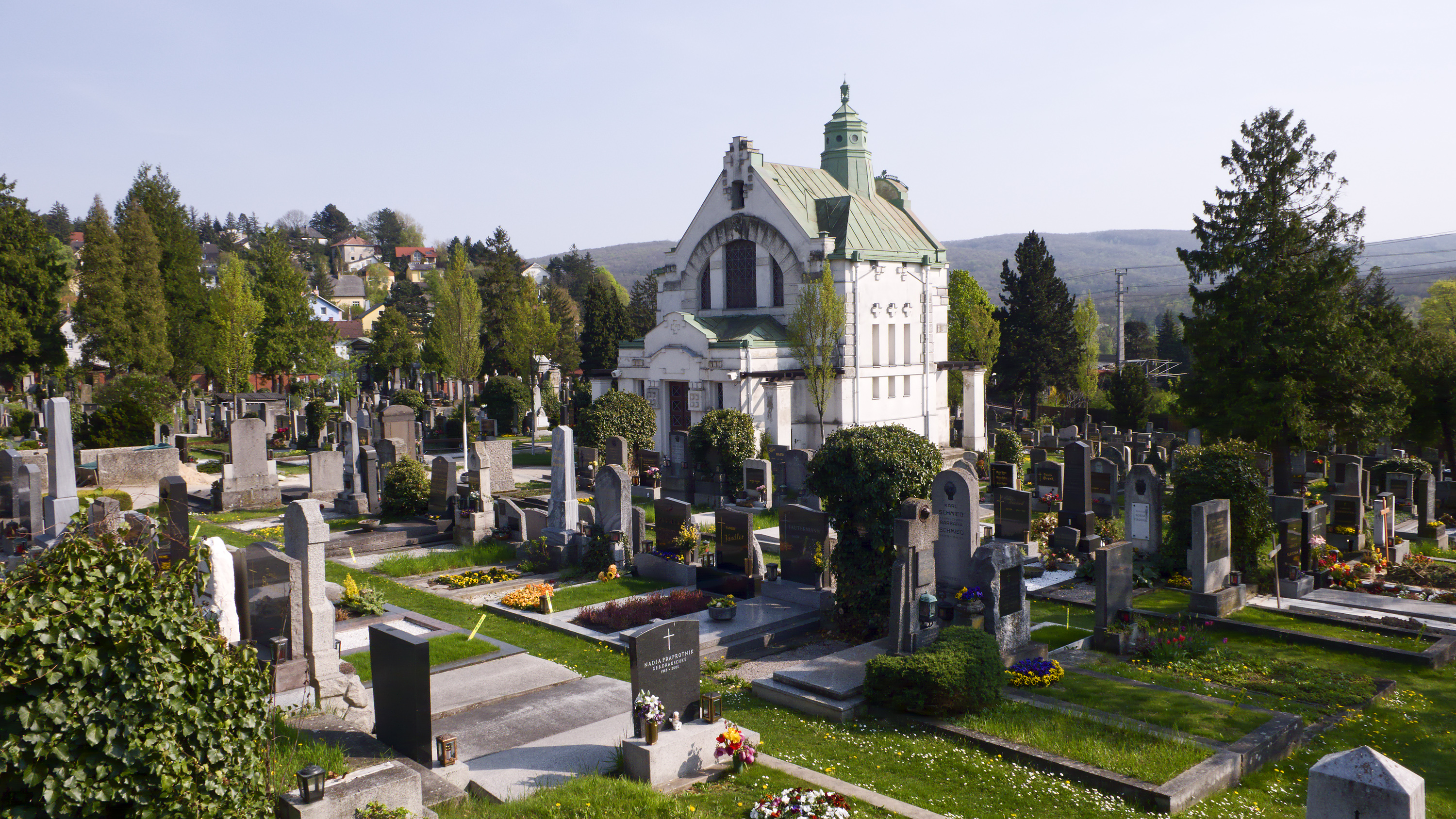
Friedhof Hadersdorf-Weidlingau mit Kapelle

Der Friedhof Hadersdorf-Weidlingau ist ein Friedhof im 14. Wiener Gemeindebezirk Penzing.

## Lage
Der Friedhof Hadersdorf-Weidlingau liegt im Südwesten des Bezirks Penzing im Stadtteil Hadersdorf-Weidlingau. Er ist zwischen der Friedhofsstraße (ONr. 12) und der Schnellbahnlinie (S 50) situiert und umfasst eine Fläche von 12.868 m² und 1.884 Grabstellen.

## Geschichte

### Mariabrunner Friedhof
Ob sich um die Pfarrkirche Weidlingau ein Friedhof befunden hat, ist nicht belegt. Bei Straßenbauarbeiten westlich der Mariabrunner Kirche wurde hingegen 1860 ein Friedhof entdeckt, der jedoch als Pestfriedhof gedient hatte. Am 24. März 1784 wurde südöstlich des Klosters von Mariabrunn ein Friedhof eingeweiht, der von einem Zaun umgeben war und über ein Holzkreuz verfügte. 1793 wurde eine Totenkammer errichtet. Nach dem Verkauf des Klosters an das k. k. Ackerbau-Ministerium 1869 erloschen die Eigentumsrechte der Pfarre am Friedhof von Mariabrunn, weshalb es in der Folge zu Streitigkeiten zwischen der Pfarre und der k. k. Forstakademie kam. Das k. k. Ackerbau-Ministerium erwirkte schließlich die Schließung des Friedhofs aus sanitären Gründen. Der Friedhof wurde ab 1875 nicht mehr belegt.

### Hadersdorfer Friedhof

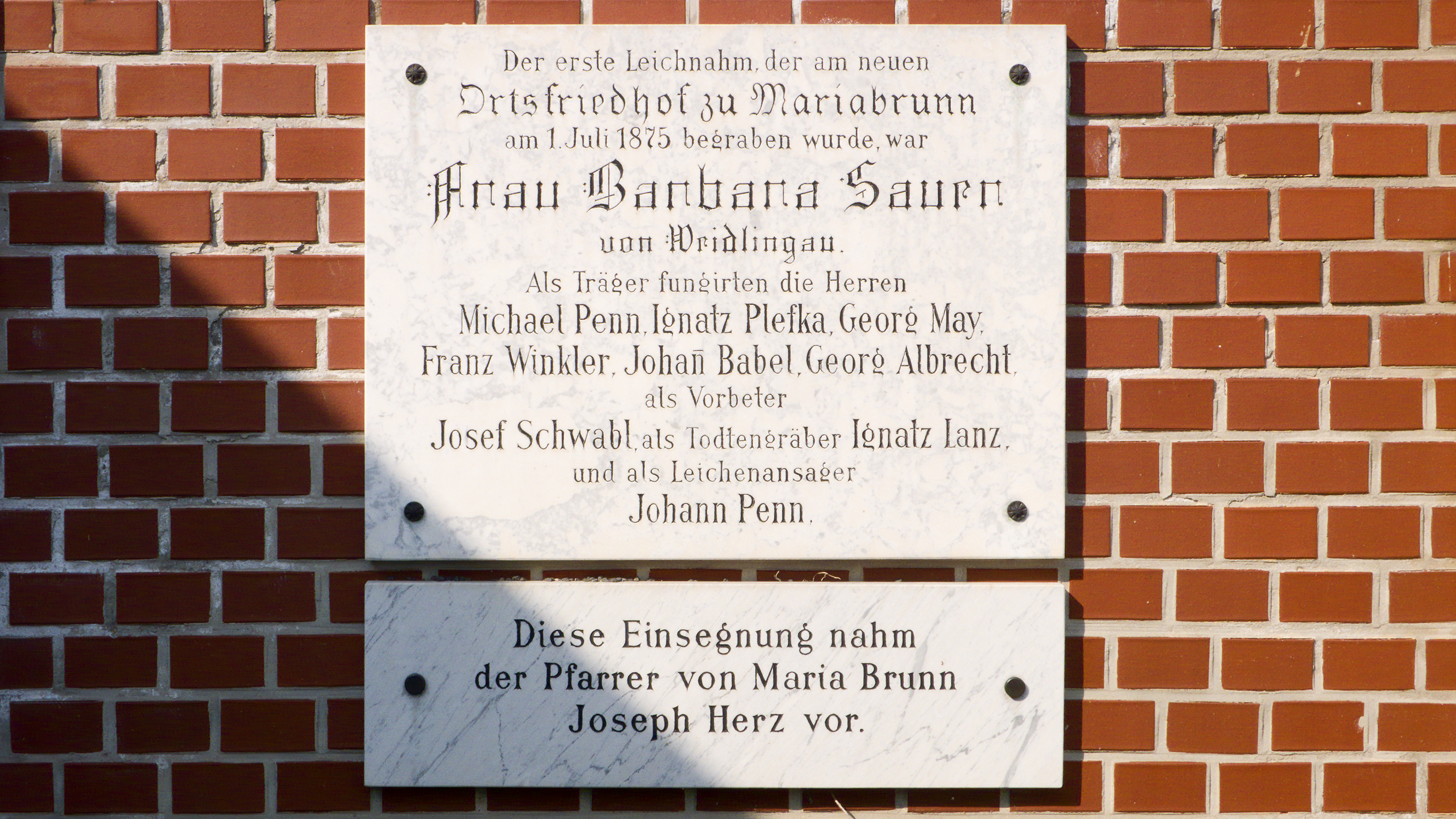
Gedenktafel

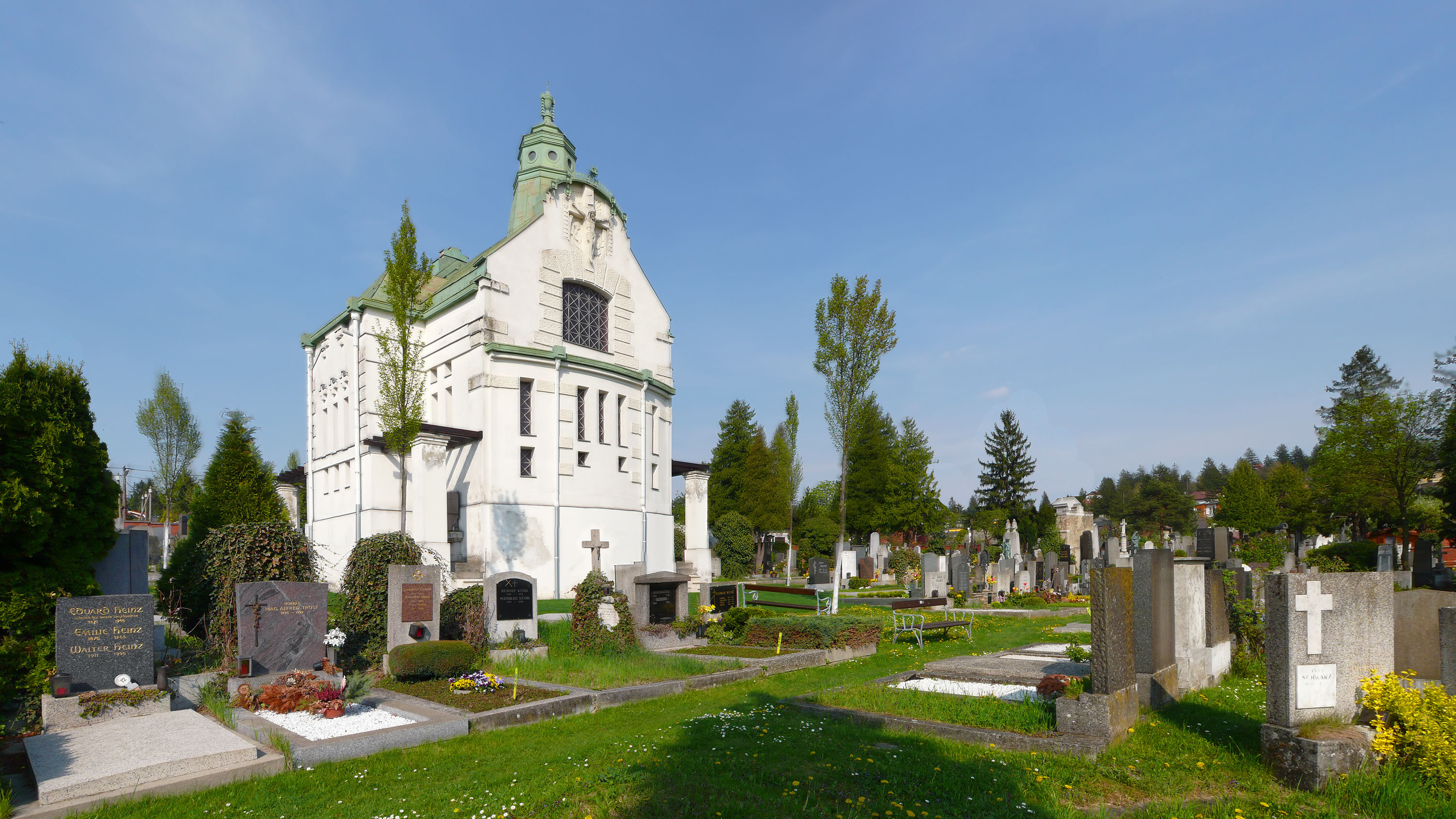
Die Südseite der Kapelle

In den Verhandlungen um die Schließung des alten Mariabrunner Friedhofs verpflichtete sich die Gemeinde Hadersdorf-Weidlingau 1873 auf eigene Kosten einen Friedhof zu errichten. Das k. k. Ackerbau-Ministerium versprach für die Neuerrichtung eine finanzielle Beteiligung. Die Gemeinde Hadersdorf-Weidlingau kaufte für den Friedhof der Pfarre Hütteldorf ein rund 800 Quadratklafter großes Grundstück am Fuß des Bierhäuselberges ab und erhielt 1873 die Friedhofsbewilligung. Am 28. Juni 1875 folgte die feierliche Weihe des Friedhofs. Die bereits bestehende Totengräberwohnung wurde 1881 erweitert und um eine Leichenkammer ergänzt. Da sich der Friedhof bereits nach acht Jahren als zu klein herausstellte, wurde das Friedhofsareal um ein Grundstück der Pfarre Hütteldorf verdoppelt und die Erweiterung 1886 geweiht. Nachdem sich der Friedhof neuerlich als zu klein erwiesen hatte, wurde die Wiederbelegung des alten Friedhofteiles 1896 unter der Auflage der Entwässerung und dem Bau einer „Leichen- und Secierkammer“ genehmigt. 1901 wurde der Friedhof erneut vergrößert.
Für die Errichtung einer Friedhofskapelle wurde 1907 ein Fonds gegründet. Die Kapelle wurde nach Plänen von Max Hegele zwischen 1908 und 1909 errichtet und am 31. Oktober 1909 eingeweiht. Hegele entwarf auch das 1909/10 errichtete Grabmal der Familie Eduard Herzmansky, das Grabmal der Familie Jean Herzmansky wurde nach Plänen des Bildhauers Theodor F. M. Khuen 1912 ausgeführt.
Die aus dem alten Mariabrunner Friedhof übertragenen Gebeine wurde am 7. Oktober 1921 unter einem schmiedeeisernen Barockkreuz im westlichen Teil des neuen Friedhofes beigesetzt. Der alte Friedhof wurde danach in eine Gartenanlage umgewandelt. 1945/47 wurde das Wohnhaus des Totengräbers renoviert, 1985 die Leichenkammer durch einen Neubau ersetzt. 1965 bestimmte der Wiener Landtag die Schließung des Friedhofs mit dem Jahr 1975. Zusammen mit anderen Friedhöfen sollte der Friedhof 1985 aufgelöst werden. Die Sperrfrist wurde 1975 um 10 Jahre verlängert, 1980 entschied sich die Wiener Bevölkerung bei einer Volksbefragung gegen die Auflösung der Friedhöfe. Die Auflösungsbestimmung wurde daher vom Wiener Gemeinderat aufgehoben. In der Folge wurde 1984 das Kanzleigebäude durch einen Neubau ersetzt und die Renovierung der Kapelle eingeleitet. Die renovierte Kapelle konnte am 29. Oktober 1985 neu eröffnet werden.

## Ehrenhalber gewidmete Gräber
Der Friedhof Hadersdorf-Weidlingau weist sechs ehrenhalber gewidmete Gräber auf.
| Name             | Lebensdaten | Tätigkeit                                                          |
| ---------------- | ----------- | ------------------------------------------------------------------ |
| Anton Benn       | 1825–1880   | Politiker                                                          |
| Marianne Brandt  | 1842–1921   | Opernsängerin                                                      |
| Michael Etienne  | 1827–1879   | Journalist, Mitbegründer und Chefredakteur der Neuen Freien Presse |
| Max Hegele       | 1873–1945   | Architekt, entwarf unter anderem die Kapelle dieses Friedhofs      |
| Josef Palme      | 1859–1935   | Politiker, Bürgermeister von Hadersdorf                            |
| Lizzi Waldmüller | 1904–1945   | Schauspielerin und Sängerin                                        |

## Grabstätten bedeutender Persönlichkeiten
| Name                                       | Lebensdaten | Tätigkeit                                                  |
| ------------------------------------------ | ----------- | ---------------------------------------------------------- |
| August Herzmansky                          | 1834–1896   | Kaufmann                                                   |
| Theodor Khuen                              | 1860–1922   | Bildhauer                                                  |
| Alois Czedik von Bründlsberg und Eysenberg | 1830–1924   | Offizier, Lehrer, Beamter, Eisenbahndirektor und Politiker |
| Hertha Wambacher                           | 1903–1950   | Physikerin (Grab aufgelassen)                              |